# Drombus ocyurus
 Drombus ocyurus es una especie de peces de la familia Gobiidae.

## Hábitat
Es un pez de clima tropical y demersal.

## Distribución geográfica
Se encuentra en el Mar de la China Meridional.